# Spigelia megapotamica
Spigelia megapotamica är en tvåhjärtbladig växtart som beskrevs av Francisco Javier Fernández Casas. Spigelia megapotamica ingår i släktet Spigelia och familjen Loganiaceae. Inga underarter finns listade i Catalogue of Life.